# Booboo Stewart
Booboo Stewart, pseudonimo di Nils Allen Stewart Jr. (Los Angeles, 21 gennaio 1994), è un attore e cantante statunitense.

## Biografia
Ha origini giapponesi, cinesi e coreane da parte della madre, e scozzesi, native americane e russe da parte del padre.
Fra il 2004 ed il 2010 è apparso in numerosi film. Inoltre compare in sei episodi della trasmissione per bambini Blue Dolphin Kids alle Hawaii, lavorando anche come stuntman per i film Zoom e La leggenda di Beowulf. Compare in ruoli ricorrenti anche in Steve Harvey's Big Time Challenge, E.R. - Medici in prima linea, Dante's Cove e Tutti odiano Chris. Fra il 2006 ed il 2008 è un membro del gruppo Disney T-Squad.
Contemporaneamente lavora come ballerino nel tour di Hannah Montana/Miley Cyrus Best of Both Worlds Tour, oltre che nel Camp Rock Freestyle Jam. Registra la sigla di apertura per i Disney Channel Games 2008 intitolata Let's Go!, e nel 2010 Under the Sea per la compilation Disney DisneyMania 7. Inoltre compare in varie campagne pubblicitarie sulla carta stampata ed in televisione, fra cui Wii Fit ed Hot Wheels.
Nel 2010 interpreta il ruolo di Seth Clearwater in The Twilight Saga: Eclipse, terzo capitolo della saga cinematografica di Twilight.
Ha partecipato ad alcuni episodi speciali di Buona fortuna Charlie ed è stato una special guest-star nella seconda stagione di Kickin' It - A colpi di karate nell'episodio "New Jack City". 
Nel 2014 entra nel cast del film Descendants, in uscita nel 2015, nel ruolo di Jay, figlio di Jafar. Ritornerà ad interpretare questo ruolo nei sequel Descendants 2 (2017) e Descendants 3 (2019).
Nel 2019 entra nel cast del film Let Him Go, in uscita nel novembre del 2020. 
Nel 2020 interpreta il ruolo di Willie nella serie tv Netflix Julie and The Phantoms, uscita il 10 settembre. 

## Filmografia parziale

### Cinema
- The Conrad Boys, regia di Justin Lo (2006)
- The Twilight Saga: Eclipse, regia di David Slade (2010)
- Il mio amico Smitty (Smitty), regia di David M. Evans (2012)
- The Twilight Saga: Breaking Dawn - Parte 1, regia di Bill Condon (2011)
- The Twilight Saga: Breaking Dawn - Parte 2, regia di Bill Condon (2012)
- White Frog, regia di Quentin Lee (2012)
- Space Warriors, regia di Sean McNamara (2013)
- Hansel & Gretel: Warriors of Witchcraft, regia di David DeCoteau (2013)
- X-Men - Giorni di un futuro passato (X-Men: Days of Future Past), regia di Bryan Singer (2014)
- The Last Survivors, regia di Thomas Hammocks (2014)
- He Never Died, regia di Jason Krawczyk (2015)
- Tales of Halloween, registi vari (2015)
- La riscossa delle nerd, regia di Laura Terruso (2018)
- Uno di noi (Let Him Go), regia di Thomas Bezucha (2020)

### Televisione
- Dante's Cove – serie TV, 5 episodi (2004-2006)
- E.R. - Medici in prima linea (ER) – serie TV, 1 episodio (2005)
- Tutti odiano Chris (Everybody Hates Chris) – serie TV, 2 episodi (2006)
- CSI: Miami – serie TV, 1 episodio (2010)
- Buona fortuna Charlie (Good Luck Charlie) – serie TV, 2 episodi (2011)
- Kickin' It - A colpi di karate (Kickin' It) – serie TV, 1 episodio (2012)
- Hawaii Five-0 – serie TV, 1 episodio (2014)
- Grimm – serie TV, 1 episodio (4x18) (2015)
- CSI: Cyber – serie TV, 1 episodio (1x07) (2015)
- Descendants, regia di Kenny Ortega - film TV (2015)
- Descendants: Wicked World – serie TV, 33 episodi (2015-2017) – voce
- Blue Peter – programma TV, 1 puntata (2015)
- Lab Rats: Elite Force - serie TV, 3 episodi (2016)
- Descendants 2, regia di Kenny Ortega - film TV (2017)
- Westworld - Dove tutto è concesso (Westworld) – serie TV, episodio 2x08 (2018)
- Descendants 3, regia di Kenny Ortega - film TV (2019)
- Julie and The Phantoms, regia di Kenny Ortega - serie TV (2020)
- Dr. Seuss' The Grinch Musical Live! - film TV (2020)
- Descendants - Il matrimonio reale (Descendants: The Royal Wedding) - voce (2021)

## Discografia

### Da Solista
Colonne Sonore
- 2015 – Descendants 1: Movie Soundtrack
- 2017 – Descentants 2: Movie Soundtrack
- 2019 – Descentants 3: Movie Soundtrack

### con That Band Honey
Singoli
- 2018 – You & Me
- 2019 – Anybody
- 2020 – Lights Off
- 2021 – Talk Likes That
- 2022 – Tattoo
- 2022 – Throw Me Around
- 2023 – Just Like That
- 2024 – Something in the water
- 2024 – Thinking about you
- 2024 – Missing you
- 2024 – If it's okay (i just wanna say)
- 2024 – Birds of a Feather (live) (cover)

## Doppiatori italiani
Nelle versioni in italiano delle opere in cui ha recitato, Booboo Stewart è stato doppiato da:
- Mattia Nissolino in Descendants, Descendants 2, Descendants 3
- Manuel Meli in The Twilight Saga: Breaking Dawn - Parte 2, Julie and the Phantoms
- Alessio Nissolino in CSI: Miami
- Alessandro Delfino in Kickin' It - A colpi di karate
- Leonardo Graziano in X-Men - Giorni di un futuro passato
- Davide Farronato in The Last Survivors
- Simone Crisari in Hawaii Five-0
- Stefano Broccoletti in Lab Rats: Elite
- Luca Mannocci in Uno di noi

Da doppiatore è sostituito da:
- Mattia Nissolino in Descendants: Wicked World, Descendants - Il matrimonio reale